# Pirusti
Pirusti (grško: Πειροῦσται [Pirustai] ali Πυρισσαῖοι [Pirisstaioi]), ilirsko pleme, ki je naseljevalo z rudami bogat severni del sedanje Črne gore. Po nekaterih virih so živeli tudi izven omenjenega ozemlja, kar je razvidno iz napisov, ki so jih odkrili v rudarskih področjih Dakije. Bili so izkušeni rudarji, zato so od Rima dobili nekaj privilegijev. Pomembno vlogo so igrali v dalmatinsko-panonski vstaji proti Rimu leta 6-9.  
Med tretjo ilirsko vojno leta 168 pr. n. št. se niso pridružili ilirsko-makedonski zvezi kraljev Gencija in Perzeja Makedonskega proti Rimu, zato jim je konzul Lucij Anicij Gal podelil neodvisnost in jih oprostil plačevanja davkov. Pirusti so kljub zavezništvu z Rimom povzročali težave z ropanjem, tako da je moral v dogajanja poseči sam Cezar:
Ko je Cezar izvedel za destruktivna dejanja Pirustov v sosednji rimski provinci, se je odpravil v Ilirik. Po prihodu je ukazal plemenom, naj zberejo svoje vojake in jo pripeljejo na dogovorjeno mesto. Ko so Pirusti izvedeli za njegov ukaz, so k njemu poslali odposlance s sporočilom, da se roparska dejanja niso zgodila na ukaz države in da so pripravljeni poravnati nastalo škodo. Cezar je po zaslišanju odposlancev od njih zahteval talce in določil dan za njihovo predajo. Če Pirusti ne bi izpolnili njegovih zahtev, bi to pomenilo vojno. Talci so ob pravem času prišli na določen kraj, Cezar pa je zatem  odredil mednarodno arbitražo, ki bi izračunala nastalo škodo in določila način za njeno poravnavo.
V 2. stoletju je cesar Trajan Piruste kot rudarske strokovnjake poslal v Dakijo, da bi skrbeli za tamkajšnje rudnike zlata.